# 귀화인
귀화인(歸化人)은 본래의 국적을 바꿔 기존과 다른 나라의 시민이 된 사람이다.
귀화자의 자손들까지도 이전 나라의 문화적 특성 등을 갖게 되어 귀화를 한 당사자의 자손들까지도 귀화인으로 인식받기도 한다.